# Балканський кубок 1934—1935 (збірні)
Балканський кубок 1934—1935 — п'ятий розіграш Балканського кубка, футбольного турніру для національних збірних. У змаганнях брали участь збірні Югославії, Греції, Болгарії та Румунії. Господарем турніру була Греція. Переможцем вперше стала команда Югославії, яка розпочала змагання з поразки під Греції, але двічі перемогла у наступних матчах і випередила суперників за очками. Найкращими бомбардирами стали югославські нападники Александар Тирнанич  та Александар Томашевич, що забили по 3 голи.

## Підсумкова таблиця
| Поз | Команда   | І | В | Н | П | ГЗ | ГП | ГС    | О |
| --- | --------- | - | - | - | - | -- | -- | ----- | - |
| 1   | Югославія | 3 | 2 | 0 | 1 | 9  | 5  | 1,800 | 4 |
| 2   | Греція    | 3 | 1 | 1 | 1 | 5  | 5  | 1,000 | 3 |
| 3   | Румунія   | 3 | 1 | 1 | 1 | 5  | 8  | 0,625 | 3 |
| 4   | Болгарія  | 3 | 1 | 0 | 2 | 7  | 8  | 0,875 | 2 |

## Матчі
| 23 грудня 1934 |

| Греція                      | 2 — 1    | Югославія   |
| --------------------------- | -------- | ----------- |
| Вазос 39' Андріанопулос 67' | Протокол | Секулич 12' |

| Стадіон Леофорос Александрас, Афіни Глядачів: 18,000 Арбітр: Константин Редулеску (Румунія) |

Греція: Хрістос Рімбас (Ахіллес Граматікопулос, 80) — Арістеідіс Хрисафопулос, Гіоргіос Пападопулос — Костас Сідіропулос, Даніїл Данеліан, Тасос Крітікос — Антоніс Мігіакіс, Янніс Вазос, Костас Хуміс, Такіс Тріантафуліс, Леонідас Андріанопулос (к); тренер: Апостолас Ніколаідіс
Югославія: Бартул Чулич (Драгутин Братулич, 62) — Милорад Митрович, Йозо Матошич — Анджелко Марушич, Іван Гаєр, Густав Лехнер — Александар Тирнанич, Джордже Вуядинович, Бранислав Секулич (к), Іван Петрак, Светислав Глишович; тренери: Мата Міодрагич, Петар Плеше, Іво Шусте
| 25 грудня 1934 |

| Болгарія                        | 3 — 4    | Югославія                                 |
| ------------------------------- | -------- | ----------------------------------------- |
| Пешев 1' Тодоров 23' Панчев 78' | Протокол | Секулич 3' Томашевич 7' Тирнанич 28', 48' |

| Стадіон Леофорос Александрас, Афіни Глядачів: 6,000 Арбітр: Сотіріс Аспрогеракас (Греція) |

Болгарія: Нікола Савов — Іван Маканов, Тома Янакієв — Борислав Грабовський, Пенко Рафаїлов, Констянтин Євремов (к) — Любомир Ангелов, Михаїл Лозанов, Владимир Тодоров, Асен Пешев, Асен Панчев; тренер: Карой Фогль
Югославія: Бартул Чулич (Драгутин Братулич, 82) — Йозо Матошич, Мирослав Лукич — Густав Лехнер, Іван Гаєр, Радивой Божич — Александар Тирнанич (к), Джордже Вуядинович, Александар Томашевич, Іван Петрак, Бранислав Секулич.
| 27 грудня 1934 |

| Греція                      | 2 — 2    | Румунія            |
| --------------------------- | -------- | ------------------ |
| Андріанопулос 14' Хуміс 75' | Протокол | Добаї 5' Чолак 13' |

| Стадіон Леофорос Александрас, Афіни Глядачів: 15,000 Арбітр: Нікола Досев (Болгарія) |

Греція: Хрістос Рімбас  — Арістеідіс Хрисафопулос, Гіоргіос Пападопулос — Костас Сідіропулос, Даніїл Данеліан, Тасос Крітікос — Антоніс Мігіакіс, Янніс Вазос, Костас Хуміс, Такіс Тріантафуліс, Леонідас Андріанопулос (к).
Румунія: Карол Бурдан  — Васіле Чіру, Георге Албу (к) — Корнеліу Робе, Густав Юхас, Ніколае Давід — Сілвіу Біндя, Ніколае Ковач, Георге Чолак, Петре Вилков, Штефан Добаї; тренер: Александру Сивулеску
| 30 грудня 1934 |

| Болгарія         | 2 — 3    | Румунія                   |
| ---------------- | -------- | ------------------------- |
| Ангелов 44', 51' | Протокол | Бодола 14', 31' Чолак 37' |

| Стадіон Леофорос Александрас, Афіни Глядачів: 2,500 Арбітр: Сотіріс Аспрогеракас (Греція) |

Болгарія: Нікола Савов (Тодор Дермонський, 47) — Констянтин Євремов (к), Тома Янакієв — Анастас Ковачев, Пенко Рафаїлов, Борислав Габровський — Любомир Ангелов, Хрісто Мінковський, Михаїл Лозанов, Асен Пешев, Асен Панчев.
Румунія: Ангел Кретеану (Карол Бурдан, 15) — Петре Сукітулеску, Георге Албу (к) — Корнеліу Робе, Густав Юхас, Ніколае Давід — Сілвіу Біндя, Ніколае Ковач, Георге Чолак, Юліу Бодола, Штефан Добаї.
| 1 січня 1935 |

| Греція    | 1 — 2    | Болгарія               |
| --------- | -------- | ---------------------- |
| Вазос 51' | Протокол | Лозанов 44' Панчев 84' |

| Стадіон Леофорос Александрас, Афіни Глядачів: 20,000 Арбітр: Бора Василєвич (Югославія) |

Греція: Ахіллес Граматікопулос — Арістеідіс Хрисафопулос, Гіоргіос Пападопулос — Костас Сідіропулос, Даніїл Данеліан, Тасос Крітікос — Янніс Вазос, Антоніс Мігіакіс, Костас Хуміс, Такіс Тріантафуліс, Леонідас Андріанопулос (к).
Болгарія: Тодор Дермонський — Онік Харіпіан, Тома Янакієв — Анастас Ковачев, Пенко Рафаїлов, Констянтин Євремов (к) — Любомир Ангелов, Михаїл Лозанов, Владімір Тодоров, Асен Пешев, Асен Панчев.
| 1 січня 1935 |

| Румунія | 0 — 4    | Югославія                                         |
| ------- | -------- | ------------------------------------------------- |
|         | Протокол | Тирнанич 10' Б. Мар'янович 34' Томашевич 67', 83' |

| Стадіон Леофорос Александрас, Афіни Глядачів: 25,000 Арбітр: Ставрос Хацопулос (Греція) |

Румунія: Віліам Зомбору — Петре Сукітулеску, Георге Албу (к) — Корнеліу Робе, Густав Юхас, Рудольф Деметрович — Сілвіу Біндя, Ніколае Ковач, Васіле Чіроіу, Юліу Бодола, Штефан Добаї.
Югославія: Бартул Чулич (Драгутин Братулич, 21) — Йозо Матошич, Милорад Митрович — Анджелко Марушич, Іван Гаєр, Густав Лехнер — Александар Тирнанич, Благоє Мар'янович (к), Александар Томашевич, Іван Петрак, Добривоє Зечевич.